# Organtino Scaroli
Organtino Scaroli, também Organtino Scazola, (falecido em 1572) foi um prelado católico romano que serviu como bispo de San Marco (Argentano) (1569-1572).

## Biografia
No dia 1 de abril de 1569, Organtino Scaroli foi nomeado bispo de San Marco (Argentano) durante o papado de Pio V. A 16 de abril de 1569, foi consagrado bispo por Scipione Rebiba, cardeal-sacerdote de Sant'Angelo in Pescheria, com Giulio Antonio Santorio, arcebispo de Santa Severina, e Thomas Goldwell, bispo de Santo Asaph, servindo como co-consagradores. Serviu como Bispo de San Marco (Argentano) até à sua morte em 1572.